# Più matti di prima al servizio della regina
Più matti di prima al servizio della regina (Les Quatre Charlots mousquetaires) è un film del 1974 diretto da André Hunebelle.
Il film ebbe un seguito col titolo di Cinque matti alla riscossa (Les Charlots en folie: À nous quatre Cardinal!) diretto sempre dallo stesso regista.